# Jagodni Do
Jagodni Do (en serbe cyrillique : Јагодни До) est un village du nord du Monténégro, dans la municipalité de Pljevlja.

## Démographie

### Évolution historique de la population
| 1948 | 1953 | 1961 | 1971 | 1981 | 1991 | 2003 |
| ---- | ---- | ---- | ---- | ---- | ---- | ---- |
| 51   | 64   | 64   | 52   | 25   | 4    | 2    |